# Архангельская областная научная библиотека имени Н. А. Добролюбова
Арха́нгельская областна́я нау́чная библиоте́ка и́мени Н. А. Добролю́бова — крупнейшая библиотека в Архангельской области. Расположена на Набережной Северной Двины и в начале улицы Логинова. В настоящее время это здание закрыто на капитальный ремонт, а отделы обслуживания расположены по адресам Урицкого, 1 и Партизанская, 2. 
Фонд библиотеки насчитывает свыше 2,2 миллиона экземпляров, ежегодные поступления — более 15 тысяч экземпляров документов. По решению областного парламента библиотека имеет право обязательного экземпляра для всех книг, издаваемых в издательствах Архангельской области. Имеет электронные каталоги в Интернете и Электронную краеведческую библиотеку, в которой представлены оцифрованные версии ряда книг и периодических изданий.

## История
Первая публичная библиотека в Архангельске была открыта 30 августа (11 сентября) 1833 года. «В день тот толико радостный в знаменитом граде Архангельск состоялось торжественное открытие губернской публичной библиотеки» — гласила надпись вступительного слова в подписном листе пожертвований. Инициатором создания в городе публичной библиотеки выступило экономическое общество, объединявшее учёных и предпринимателей в области сельского хозяйства и промышленности.
Начальный книжный фонд состоял из 317 томов.
В первый год её существования библиотеку посетило 50 человек. Во многом небольшое число посетителей в дореволюционный период существования объяснялась большой ценой на пользование книгами на дому. В 1870 году она составляла 3 рубля в год для чиновника, а для бедных сословий плата взималась со скидкой на бедность. За просрочку времени пользования книгами в то время взимался штраф 5 копеек за день просрочки с книги. Для сравнения, пуд муки стоил в Архангельске 90 коп., пуд сахара — 50 коп.
В 1867 году Архангельская публичная библиотека «в видах взаимного восполнения» была объединена с библиотекой Архангельского губернского статистического комитета и получила название «Соединённая Архангельская публичная библиотека». Её попечителем и заведующим вызвался быть по личной инициативе этнограф, историк и географ Павел Платонович Чубинский, в то время находившийся здесь в ссылке.
В 1869 году библиотека получала 36 периодических изданий.
В 1915 её фонд уже составлял 5500 книг и её посещали 239 читателей. К 1923 году фонд вырос до 22 000 книг.
В 1933 во время празднования 100-летия библиотеки утверждалось, что её фонд после революции вырос в 24 раза.
В начале 1936 года по решению президиума Архангельского облисполкома библиотеке было присвоено имя Н. А. Добролюбова (в том году отмечалось столетие со дня его рождения), хотя этот русский литературный деятель никогда не бывал в Архангельске и не имел отношения к истории библиотеки.
В 1937 был открыт межбиблиотечный абонемент; сама библиотека получила статус областной после очередного административного деления и стала называться Областная научная библиотека имени Н. А. Добролюбова. В советские годы дореволюционное здание библиотеки было перестроено.
В 1981 году из пяти зданий в разных районах города библиотека переехала в новое, четырехэтажное здание общей площадью 8 000 кв. м на берегу Северной Двины. Оно было построено по специальному проекту, особенность которого – принцип свободной планировки.
В 1983 году, к 150-летнему юбилею, библиотека награждена орденом «Знак Почёта».
В 1997 году принято Постановление главы администрации Архангельской области «О комплексном развитии областной научной библиотеки им. Н. А. Добролюбова», в котором был определен ее статус – центральная библиотека Архангельской области. Этот статус был подтвержден в 2005 году Постановления областного Собрания депутатов Архангельской области «О присвоении Архангельской областной научной библиотеке им. Н. А. Добролюбова статуса центральной библиотеки области».
В 2003 году библиотека стала лауреатом первой региональной общественной премии «Достояние Севера».
В 2006 году в библиотеке был создан региональный центр консервации документов и сохранения книжных памятников.
В 2022 году в библиотеке началась масштабная реновация в рамках нацпроекта «Культура».